# Furacão Maria (2005)
O furacão Maria foi um furacão do tipo cabo verdiano que formou-se em Setembro durante a temporada de furacões no Atlântico de 2005. Maria foi o décimo terceiro sistema tropical nomeado, o sexto furacão e o quarto 'furacão maior' da temporada.
O furacão maria formou-se na região central do Oceano Atlântico norte em 1 de Setembro e seguiu para noroeste, fortalecendo-se sobre águas quentes. O ciclone tropical alcançou seu pico de intensidade em 5 de Setembro a leste de Bermudas e enfraqueceu-se gradualmente antes de se tornar um ciclone extratropical em 10 de Setembro. O furacão Maria não tingiu diretamente a costa com um sistema tropical, mas trouxe ventos com intensidade equivalente a de uma tempestade tropical para Islândia como uma tempestade extratropical e suas chuvas pesadas causaram três mortes na Noruega.